# Plethobasus cicatricosus
Plethobasus cicatricosus är en musselart som först beskrevs av Thomas Say 1829.  Plethobasus cicatricosus ingår i släktet Plethobasus och familjen målarmusslor. IUCN kategoriserar arten globalt som akut hotad. Inga underarter finns listade i Catalogue of Life.